# Dina lineata
Dina lineata – zachodniopalearktyczny gatunek pijawki z rodziny Erpobdellidae. W Polsce jest gatunkiem rzadkim, spotykanym w małych zbiornikach porośniętych roślinnością. Brak jednak dokładniejszych danych o jego rozmieszczeniu w kraju. Osiąga do 80 mm długości. Jest odporna na zanieczyszczenia.
Wyróżniono kilka podgatunków tej pijawki:
- Dina lineata concolor
- Dina lineata dinarica
- Dina lineata lacustris
- Dina lineata lineata
- Dina lineata montana

Pozycja taksonomiczna gatunku nie jest jednoznaczna.